# 宇宙科学

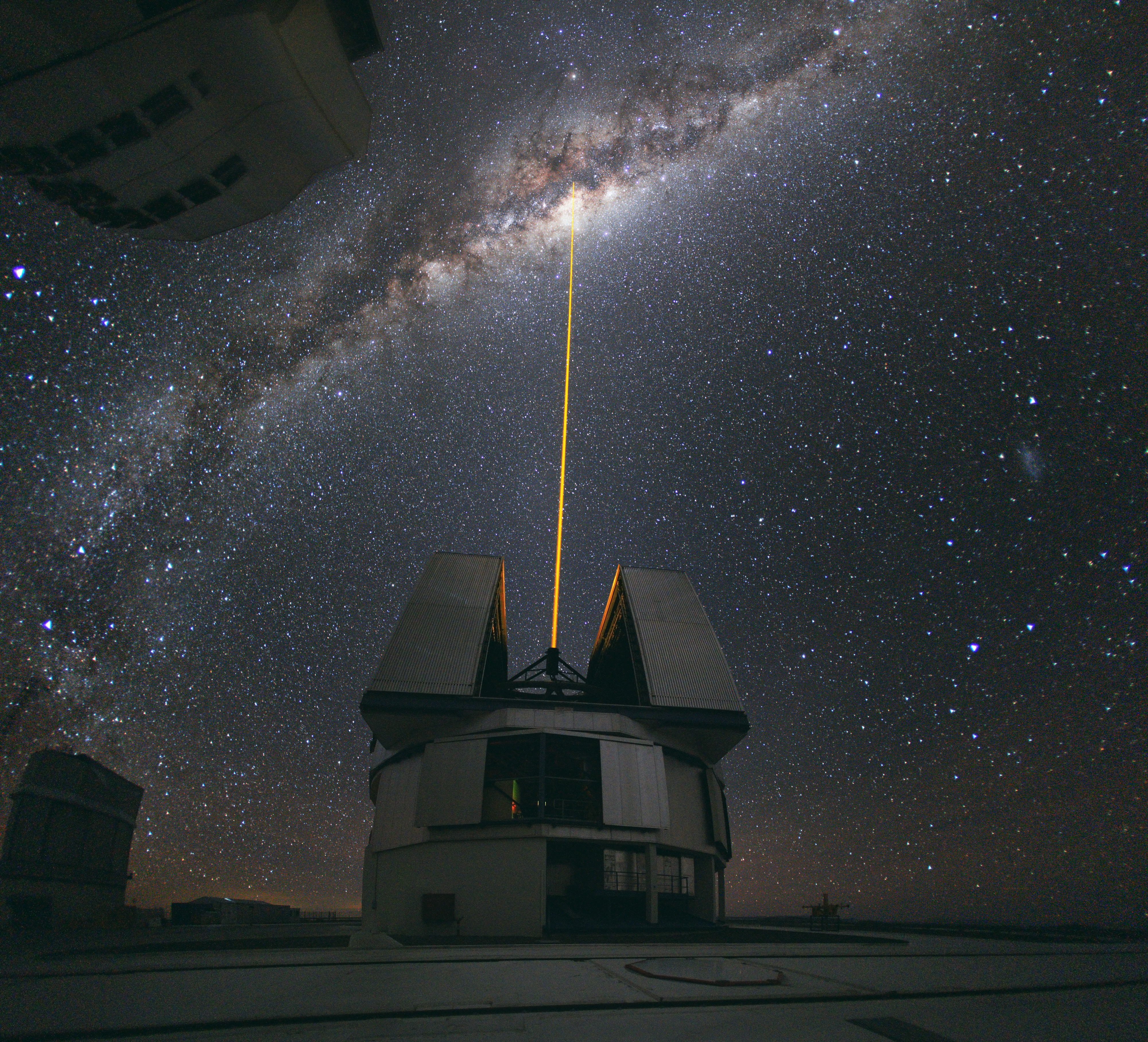
レーザーガイドを用いて銀河系の観測を行うパラナル天文台。

宇宙科学（うちゅうかがく）は、宇宙空間すなわち地球の大気圏外の空間領域を研究する学問の総称である。自然科学に含まれる。しかしながら、宇宙が人間の身近な地域に成りつつあることから、たとえば月の資源の問題を論じた地理学の論文があり、さらには人工物による宇宙ごみの問題、人工衛星の軍事的な利用に関する問題など、人文科学・社会科学的な分野に関する研究も進みつつある。天文学と同義に扱われる場合もある。

## 宇宙科学の分野
宇宙科学には以下のような学問分野が属する。
- 宇宙空間物理学（超高層大気物理学）
- 宇宙工学
- 宇宙探査
- 惑星科学
- 天文学
- 宇宙生物学
- 宇宙地理学